# Oleksandr Syrota
Oleksandr Mykhajlovytsj Syrota (Oekraïens: Олександр Михайлович Сирота) (Kiev, 11 juni 2000) is een Oekraïens voetballer die doorgaans speelt als centrale verdediger. In juli 2020 debuteerde hij voor Dynamo Kiev. Syrota maakte in 2021 zijn debuut in het Oekraïens voetbalelftal.

## Clubcarrière
Syrota speelde in de jeugdopleiding van Dynamo Kiev. Bij deze club maakte hij in het seizoen 2019/20 zijn professionele debuut, in de Premjer Liha. Op 4 juli 2020 werd in eigen huis met 2–3 verloren van Sjachtar Donetsk. Namens die club scoorden Taras Stepanenko en Jevhen Konopljanka, waarna Benjamin Verbič en Carlos De Pena Dynamo weer langszij brachten. Alan Patrick zorgde voor de winnende treffer van Sjachtar. Syrota mocht van coach Oleksij Mychajlytsjenko in de basis beginnen en hij speelde het gehele duel mee. Syrota gaf tevens de assist op het doelpunt van De Pena. In oktober 2020 verlengde de centrumverdediger zijn contract bij Dynamo tot medio 2025. Zijn eerste doelpunt in de hoofdmacht maakte Syrota op 8 augustus 2021, op bezoek bij Zorja Loehansk. Na zeventien minuten opende hij op aangeven van Mykola Sjaparenko de score. Hierna verdubbelde Vitalij Boejalskyj de voorsprong, waarna Raymond Owusu de eindstand bepaalde op 1–2. Syrota werd in de zomer van 2024 voor een jaar verhuurd aan Maccabi Haifa, dat tevens een optie tot koop verkreeg.

## Clubstatistieken
| Seizoen | Club            | Competitie   | Competitie | Competitie | Beker | Beker | Internationaal | Internationaal | Totaal | Totaal |
| Seizoen | Club            | Competitie   | Wed.       | Dlp.       | Wed.  | Dlp.  | Wed.           | Dlp.           | Wed.   | Dlp.   |
| ------- | --------------- | ------------ | ---------- | ---------- | ----- | ----- | -------------- | -------------- | ------ | ------ |
| 2019/20 | Dynamo Kiev     | Premjer Liha | 2          | 0          | 1     | 0     | 0              | 0              | 3      | 0      |
| 2020/21 | Dynamo Kiev     | Premjer Liha | 10         | 0          | 3     | 0     | 3              | 0              | 16     | 0      |
| 2021/22 | Dynamo Kiev     | Premjer Liha | 12         | 1          | 1     | 0     | 5              | 0              | 18     | 1      |
| 2022/23 | Dynamo Kiev     | Premjer Liha | 19         | 1          | 0     | 0     | 9              | 0              | 28     | 1      |
| 2023/24 | Dynamo Kiev     | Premjer Liha | 15         | 0          | 1     | 0     | 4              | 0              | 20     | 0      |
| 2024/25 | → Maccabi Haifa | Ligat Ha'Al  | 22         | 2          | 2     | 0     | 2              | 0              | 26     | 2      |
| Totaal  | Totaal          | Totaal       | 80         | 4          | 8     | 0     | 23             | 0              | 111    | 4      |

Bijgewerkt op 20 juli 2025.

## Interlandcarrière
Syrota werd in april 2021 door bondscoach Andrij Sjevtsjenko opgenomen in de voorselectie van het Oekraïens voetbalelftal voor het uitgestelde EK 2020. Op dat moment had hij nog geen interlands achter zijn naam staan. In de uiteindelijke selectie werd hij niet opgenomen. Zijn internationale debuut maakte hij na het EK, op 8 september 2021. Op die dag werd een vriendschappelijke wedstrijd gespeeld tegen Tsjechië. Door doelpunten van Viktor Kornijenko en Matěj Vydra werd het 1–1. Syrota mocht van interim-bondscoach Oleksandr Petrakov in de basis beginnen en speelde het gehele duel mee. De andere Oekraíense debutanten dit duel waren Taras Katsjaraba (Slavia Praag), Viktor Kornijenko (Sjachtar Donetsk), Serhij Boeletsa en Vladyslav Kotsjerin (beiden Zorja Loehansk).
| Interlands van Oleksandr Syrota voor Oekraïne | Interlands van Oleksandr Syrota voor Oekraïne | Interlands van Oleksandr Syrota voor Oekraïne | Interlands van Oleksandr Syrota voor Oekraïne | Interlands van Oleksandr Syrota voor Oekraïne | Interlands van Oleksandr Syrota voor Oekraïne |
| №                                             | Datum                                         | Wedstrijd                                     | Uitslag                                       | Competitie                                    | Goals                                         |
| Als speler bij Dynamo Kiev                    | Als speler bij Dynamo Kiev                    | Als speler bij Dynamo Kiev                    | Als speler bij Dynamo Kiev                    | Als speler bij Dynamo Kiev                    | Als speler bij Dynamo Kiev                    |
| --------------------------------------------- | --------------------------------------------- | --------------------------------------------- | --------------------------------------------- | --------------------------------------------- | --------------------------------------------- |
| 1                                             | 8 september 2021                              | Tsjechië – Oekraïne                           | 1 – 1                                         | Vriendschappelijk                             |                                               |
| 2                                             | 8 juni 2022                                   | Ierland – Oekraïne                            | 0 – 1                                         | Nations League 2022/23                        |                                               |

Bijgewerkt op 20 juli 2025.

## Erelijst
| Premjer Liha           | 1 | 2020/21 |
| Koebok Oekrajiny       | 1 | 2019/20 |
| Soeperkoebok Oekrajiny | 1 | 2020    |